# XING
XING (se creó en 2003 y hasta el 17 de noviembre de 2006 se llamó OpenBC) es una red social de ámbito profesional. También se denomina plataforma de networking online, ya que su principal utilidad es la de gestionar contactos y establecer nuevas conexiones entre profesionales de cualquier sector. Este sistema pertenece a lo que se denomina Software social. Una de las funciones principales que tiene es la opción de visualizar la red de contactos; por ejemplo, un usuario puede ver a través de cuántos intermediarios está conectado con otros. Se basa en el principio de los Seis grados de separación o el fenómeno del "mundo pequeño". Ofrece numerosas opciones para contactar, buscar personas por nombre, ciudad, sector, empresa, áreas de interés, etc., e incluye grupos temáticos y foros para plantear cuestiones e intercambiar información u opiniones sobre temas específicos. También cuenta con ofertas de empleo, páginas de empresa y una sección para ver y publicar eventos. En Xing se encuentran tomadores de decisiones y expertos en muchos campos.

## Empresa
Xing se fundó en junio de 2003 en Alemania bajo el nombre de OpenBC (Open Business Club, Club abierto de negocios) y contaba, en septiembre de 2010, con más de 10 millones de usuarios en todo el mundo, de los que 4,2 millones eran de habla alemana. En España la plataforma superaba los 1,5 millones de usuarios (sept.2010), lo que hizo que se posicionase como líder del mercado español en redes de tipo profesional, hasta que cerró la filial española en febrero de 2011. Aunque se mantuvo un pequeño equipo de desarrolladores, este cierre del área de negocio detuvo fortuitamente el crecimiento de la red en el país, así como la actividad local tanto fuera como dentro de la plataforma. En su día, la compra e integración de las redes sociales de habla hispana Neurona y eConozco había supuesto la suma de más de un millón de usuarios entre españoles y latinoamericanos. 
La red para profesionales está operada por Xing AG con sede principal en Hamburgo, sociedad anónima. Tuvo oficinas en Barcelona, Estambul, Milán e incluso en China en su momento de mayor apogeo, pero actualmente sólo mantiene la oficina central. Las filiales se cerraron paulatinamente, a pesar de que la red consideraba España y Turquía como mercados de crecimiento estratégico. Las acciones se cotizan en bolsa desde el 7 de diciembre de 2006.
El volumen de negocio aumentó un 28% en 2009 con respecto al año anterior, y alcanzó los 45,1 millones de euros frente a los 35,3 de 2008 (2007: 19,6 millones de euros). El resultado bruto de explotación (EBITDA), de 11,8 millones, alcanzó niveles similares a los del año anterior (2008: 12,2 millones de euros). El margen EBITDA se situó en un 26%.
La empresa contaba a finales de 2009 con 265 empleados de 27 nacionalidades. Alrededor de 20 personas forman la plantilla de XING en España, compuesta únicamente por desarrolladores. Desde el 1 de enero de 2009, el nombre oficial de la filial española es Xing Networking Spain S.L.
Desde el 15 de enero de 2009 el CEO es Stefan Gross-Selbeck, que sustituye en el puesto al fundador, Lars Hinrichs, tras más de 5 años de actividad. El nombre “Xing” se ha elegido por razones de marketing internacional, porque en chino significa “es posible”. En inglés se puede leer como crossing, cruzar o intercambiar contactos de negocios.
XING es competencia de la plataforma norteamericana de networking para negocios llamada LinkedIn.

## Funcionamiento
Para registrarse, los usuarios rellenan su perfil con los datos tanto profesionales como personales (opcional) y también pueden dar información sobre sus campos y especializaciones de trabajo, su formación, su empresa actual y las anteriores. Es recomendable añadir una foto, que se muestra en tamaño miniatura en los resultados de búsquedas y las visualizaciones de la red de contactos. Las categorías “busco” y “ofrezco” pueden encaminar el contacto con otros usuarios.
La plataforma usa https y tiene una política rígida de privacidad y de prohibición de spam. Al ser una web europea, cumple con las leyes de protección de datos más estrictas. Este hecho marca una importante diferencia con plataformas americanas, donde es la propia empresa quien decide sobre la gestión de los datos de sus usuarios. Por otra parte, las actividades de MLM (multi-level marketing) están terminantemente prohibidas dentro de XING y se bloquea la cuenta del usuario que desarrolla esta actividad en cuanto se detecta. 
Para establecer un contacto es necesario que la petición de ser contacto esté confirmada por el destinatario. Sólo en este caso, el sistema guarda y muestra una conexión bidireccional. El sistema permite al usuario configurar diferentes opciones de privacidad para determinar qué información de su perfil puede ser vista por otros usuarios.
Un boletín semanal informa opcionalmente al usuario sobre eventos, usuarios nuevos y estadísticas personales, por ejemplo, cuántas veces se ha visitado su perfil y por parte de quién.
La participación en Xing requiere una inscripción según las condiciones generales de uso y se dirige exclusivamente a personas mayores de edad. La participación básica es gratuita, pero existen funciones añadidas para los “usuarios Premium”, servicio que se ofrece por una cuota mensual de entre 4,95 y 5,95 euros. Desde mayo de 2009, en mercados como el español se han sumado funciones gratuitas adicionales, como saber quién ha visitado tu perfil, enviar mensajes a contactos directos o añadir un mensaje de estado. Ser "Premium" da acceso a funciones adicionales como enviar mensajes a usuarios que no son contacto directo, publicar ofertas de empleo o subir documentos PDF en el propio perfil (entre otras). Cada usuario nuevo puede disfrutar durante un mes de las funcionalidades añadidas de forma gratuita, si le ha invitado otro usuario.

## Funcionalidades
La Interfaz gráfica de usuario es multilingüe y considera (opcionalmente) sólo usuarios en la funcionalidad de búsqueda que hablan la misma lengua. De momento, la interfaz de sistema ofrece los siguientes idiomas: castellano, francés, inglés, italiano, alemán, portugués, holandés y nueve idiomas más. 
Aparte de la gestión de contactos por su base de datos, Xing ofrece también un calendario público de eventos, que se presentan al usuario por orden temático o geográfico. Además se puede aprovechar la función de “eventos” para la gestión de la agenda personal. 
Xing permite la interacción entre los usuarios a través de foros de discusión sobre muchos ámbitos, que pueden ser abiertos al público o cerrados al uso interno para organizaciones y empresas.
Adicionalmente a la oferta en línea, existen muchos grupos regionales que organizan eventos de networking donde los usuarios pueden conocerse mejor.
Cada usuario tiene su propio buzón de mensajes electrónicos que cuenta con un sistema de notificación al buzón de correo electrónico habitual y configuraciones de privacidad para recibir sólo mensajes personalmente elegidos. Los mensajes en el buzón solamente se pueden leer a través de la página web de Xing. Los usuarios también pueden contactarse entre ellos a través de otros medios como son: mensajes instantáneos o llamadas Voip a través de Skype o teléfono y con un supuesto previo permiso o con una entrada al libro de visitas.
Xing ofrece igualmente una bolsa de trabajo, XING Empleo. Los usuarios de la plataforma pueden ofrecer o buscar allí puestos o proyectos de trabajo. Además, un algoritmo "inteligente" relaciona las ofertas publicadas con el perfil del usuario y le sugiere a éste las más adecuadas según la información aportada. Otra novedad es el pago de los anuncios por interés de los usuarios, medido en la cantidad de clics por anuncio y llamado anuncios de coste por clic (CPC).
Al mismo tiempo, las empresas también pueden registrarse gracias al Perfil Branding de Empresa de Xing donde pueden publicar información relativa a la empresa, comunicarse con profesionales, estar conectados con los perfiles de sus empleados publicar ofertas de trabajo para encontrar los mejores candidatos, crear eventos y contratar las campañas de publicidad que se ofrecen en la misma plataforma.

## Grupo objetivo
El grupo objetivo de esta Red social o Software social está constituido por personas que están convencidas de que su éxito profesional depende en gran parte del cuidado de su red de contactos. El networking social puede ser hoy en día útil para todo tipo de profesionales, dado que el 70% de las vacantes se cubren mediante recomendaciones.

## Modelo de negocio
La parte más grande de ingresos son las cuotas de los 718.000 usuarios Premium con que la red cuenta a mediados de 2010. Además, hay promociones especiales para los usuarios en la sección "Best Offers" y ofertas de empleo que pagan las empresas anunciadoras. Desde el año 2008, hay también anuncios en las páginas.

## Críticas
Los críticos consideran que los usuarios pueden dar a conocer al público general, en desconocimiento de las posibilidades y de las configuraciones de privacidad, sus relaciones con otros contactos. Sin embargo, exhibir una red de contactos valiosos se considera cada vez más como una ventaja frente a posibles ofertas de empleo, procedentes de otros usuarios y de los numerosos "headhunters" (cazadores de talento) que abundan en la plataforma.
Como también ocurre en otras redes de este tipo, no se puede evaluar la importancia real de los contactos. Las relaciones entre estos contactos no son cualificadas de una manera más detallada. También hay usuarios que establecen contactos con otros usuarios de una manera inflacionaria.
La funcionalidad de una búsqueda especial que desconocen muchos usuarios es la siguiente: “Usuarios que visitaron mi perfil recientemente”, que hace visible el uso propio para otros usuarios, sean conscientes de esto o no.
En el pasado, muchos usuarios gratuitos lamentaban que las funciones básicas, como enviar mensajes a otros usuarios a través de Xing, estuvieran limitados a los usuarios Premium. Para contactar sólo les quedaba una entrada al libro de visitas o una invitación a ser un contacto. Esto ha cambiado en mercados como el español desde mayo de 2009, momento en el que pasaron a ser gratuitos tanto el envío de mensajes a contactos como otras funciones.
Las entradas de los usuarios en los grupos están disponibles a los buscadores, si no se limita esto en las configuraciones de privacidad. Así, terceros pueden generar un índice de las contribuciones del usuario. Si se limita dicha disponibilidad a través de las configuraciones de privacidad, no es posible citar las contribuciones de estos usuarios en respuestas por otros usuarios. Con la publicación de la entrada en los grupos, el usuario cede todos sus derechos de autor a Xing.

## Literatura
- "Amplía tu red de contactos" revista Emprendedores del 8/2005 (enlace roto disponible en Internet Archive; véase el historial, la primera versión y la última). Pilar Alcázar]
- "Redes sociales, cómo aprovecharlas en la empresa" artículo en TIC Pymes, por Francisco R. Kleiber
- "Las redes profesionales son lo más efectivo para llegar al candidato pasivo", artículo en RRHH Digital el 26/04/2010
- "Dime a qué te dedicas y te diré qué red profesional te corresponde", artículo en Expansión el 04/05/2010
- "El compromiso es un bien que cotiza a la baja en el mercado actual", artículo en RRHH Digital el 17/05/2010
- "Las quedadas empresariales de XING y Linkedin", artículo en Expansión el 20/05/2010
- "Xarxes socials, una eina econòmica? (CAT)(Redes sociales, ¿una herramienta económica?)", reportaje en el programa Valor Afegit de TV3 el 28/04/2010
- "Reclutamiento 2.0, una realidad en RRHH", artículo en Equipos y Talentos el 28/04/2010

- Datos: Q681849
- Multimedia: XING / Q681849